# 共识现实
共识现实（英語：Consensus reality）是指基于广泛共识而被认同的现实。
此概念预设了人类无法完整的理解自然中的知识与存在，或是对此无法达成完全的共识。于是，基于各自的主观理解，人们对于什么才是真实有许多争论。 不过，人类仍可达成某种程度的共识。这种共识被视为一种务实的指引，无论是将人类引向更加合乎真实的现实，还是作为一种实用的替代现实。因此，共识现实被用于指代整个世界、某一文化或是特定团体成员所公认的现实概念。这种认同通常基于群体成员的共同经验，对这些共识现实提出质疑的人往往会被团体内的人认为“实际上……生活在另一个完全不同的世界里”。
儿童有时被视为“未经验过共识现实”，不过人们也认为随着年龄增长，儿童的观点将接近社会中的共识现实。

## 讨论
在考虑到现实的本质时，人们持有两种不同的观点。第一种观点认为，世界上存在有绝对的客观事实，它不受个人理解的影响而独立存在，这种观点被称为实在论。而与之相对的唯心主义观点则认为，世界对于个人而言，除了主观经验之外再无它物，因此人们根本无从得知独立于自身之外的现实。
共识现实可以通过知识社会学下的社会建构主义研究而得到理解。
信仰某一宗教的人眼中的共识现实可能完全异于信仰另一宗教的人，而信仰宗教的人与持有纯粹科学信念的人相比，他们对于人生和宇宙的看法又有所不同。
在以宗教为主导的社会中，关于存在的共识现实往往呈现出宗教理解的色彩。在以科学为指导的世俗社会中，也仍有部分人持有基于宗教的世界观。
因此，不同个人或团体可能持有完全不同的世界观，他们对周遭世界的看法各异，各自生活的构建基础也相差巨大。一个完全世俗的社会，相比于另一相信万事万物都有其最终目标的社会，它们对各类议题，例如科学、奴隶制、人祭等看法必然不同，因为它们所感知的世界在本质上就是不同的。

## 科学与哲学

### 唯心主义者
有些唯心主义者认为，事物并不是一种绝对的存在，而是在人的主观视角下呈现出各自独特的形态。他们持有这么一种世界观：我们每个人都创造了属于自己的现实，尽管大多数人可以对现实达成共识，但事实上他们仍是生活在不同的现实中。

### 唯物主义者
唯物主义者无法认同上述这种主观生成现实的说法，他们相信现实是唯一的，差别的只在于人们对它的看法。对他们而言，如果某人坚称已被验证的事实外的其它东西，那这只能是妄想而已。

## 社会学

### 对“共识现实”一词的看法
“共识现实”的含义通常是贬义的，唯心主义者、超现实主义者和其它反现实主义者常用这个词来贬低所谓“现实”，他们借此暗示，这种共识现实或多或少都只是一种人造之物。（有时“共识现实”也被用于更宽泛的指代人们共同持有的一些信念。）不过，也有人以更加实用的目的使用这个词语，用于表示所有人都认同的一组经验或假设。

### 共识现实 vs. 对现实的共识
共识现实与对现实的共识（consensual reality）相关，但并不是同一种概念。两者最明显的差别在于，共识现实描述的是各方一致认同的“现实”（共识的现实），而对现实的共识则描述了这个“共识”本身。也就是说，即使生活于共识现实中，但人们可能仍是没有达成共识的，因为各人对现实的偏好可能有所冲突。对现实的共识这一概念有助于理解许多社会现象，例如欺骗。

### 社会反应
许多歌手、画家、作家、理论家和其它个人都试图反对、颠覆或忽略这种共识现实，例如萨尔瓦多·达利的偏执狂批判法。 